# Zio Paperone e i guardiani della biblioteca perduta
Zio Paperone e i guardiani della biblioteca perduta (testo e disegni di Don Rosa, 1993) rivela la storia del manuale delle Giovani Marmotte. Il D.U.C.K. (Dedicated to Uncle Carl by Keno, ovvero dedicato a zio Carl Barks, da Keno, che è uno dei nomi di Don Rosa) si trova nel leggio a destra nella prima tavola.

## Trama
A una festa internazionale delle G.M. zio Paperone, ansioso di venire in possesso di una copia del manuale delle Giovani Marmotte, viene cacciato in malo modo dal Gran Mogol: oltre ad aver passato il limite d'età per l'iscrizione al gruppo, Paperone vorrebbe infatti utilizzarlo per trovare antichi tesori perduti, tra i quali la biblioteca perduta di Alessandria. Il Gran Mogol, appurato che nel manuale delle G.M. non viene citato l'evento della distruzione della biblioteca, autorizza Qui, Quo e Qua a collaborare con Paperone alla sua ricerca. I paperi partono così alla volta di Alessandria d'Egitto senza però Paperino che, in qualità di guardiano del deposito, può tranquillamente guardarsi tutti i suoi show televisivi preferiti. 
Una volta arrivati ad Alessandria i nostri eroi scoprono in maniera rocambolesca le rovine della Biblioteca, ma tutti i papiri qui conservati sono andati ridotti in polvere a causa del passare dei secoli. Dal Manuale, tuttavia, i paperi apprendono che prima dell'incendio furono fatte delle copie della biblioteca perduta e che queste vennero trasferite a Costantinopoli, l'attuale Istanbul, dove ai papiri originali vennero aggiunti dei testi islamici. 
Recatisi in Turchia i paperi non trovano i testi poiché, in seguito alla Quarta crociata, essi vennero bruciati; scoprono tuttavia che altre copie furono portate a Venezia, dove la raccolta venne ulteriormente integrata con libri di Marco Polo, relativi all'impero di Kublai Khan. Nella città lagunare, i paperi scoprono il deposito dei libri, ma le copie sono state a loro volta distrutte dall'umidità; tuttavia nuove copie furono prese da Cristoforo Colombo, così Paperone e nipoti si dirigono verso Siviglia, per scoprire che l'esploratore portò le copie con sé in America, ma che gli furono successivamente sottratte prima di essere ricondotto in catene in Spagna, dove morì.
Così la biblioteca perduta fu trasferita a Lima dove furono aggiunti ulteriori nuovi documenti, relativi al sapere di tutti i popoli Americani. Per scoprire di più Paperone e i nipoti ritornano a Paperopoli, dove consultano i diari di bordo della flotta spagnola, precedentemente comprati da Paperone; scoprono così che la biblioteca da Lima parti alla volta della Spagna, dove però non arrivò mai, poiché fu rubata da Sir Francis Drake, che la nascose nel forte Drakeborough. Questo non era altro che il primo nome di Duckborough, ovvero Paperopoli e il forte si trovava in cima alla collina ammazzamotori, ovvero dove ora sorge il deposito di Zio Paperone.
Dopo aver trovato il rifugio sotterraneo, i paperi scoprono che i topi hanno mangiato gli ultimi volumi rimasti della biblioteca perduta di Alessandria. Tuttavia si scopre che l'ultimo erede di Francis Drake aveva copiato tutte le notizie più importanti dei libri su un unico libro, che fu trovato da Cornelius Coot, e che divenne il Manuale delle Giovani Marmotte: esso è dunque un distillato di tutte le biblioteche delle antiche civiltà, ma è anche l'unico libro che zio Paperone non può avere.
Il ricco papero dapprima è furioso di aver perso tempo e denaro nell'inutile ricerca; tuttavia si consola nel rendersi conto di aver risparmiato un patrimonio non dovendo pagare le multe per la mancata restituzione di tutti quei libri.